# Lipoltov (Hradiště)
Lipoltov (deutsch Lappersdorf) ist eine Wüstung auf dem Truppenübungsplatz Hradiště in Tschechien. Sie liegt 13 Kilometer nordöstlich von Karlovy Vary und gehört zum Okres Karlovy Vary.

## Geographie
Lipoltov befand sich im Nordwesten des Duppauer Gebirges auf der Jehličenská hornatina (Hengbergplatte) in einem linken Seitental des Petrovský potok (Petersdorfer Bach). Nördlich erhebt sich der Petrovský vrch (613 m n.m.), im Nordosten der Na Zabitém (Toter Mann; 609 m n.m.) und der U Spaléné borovice (635 m n.m.), östlich der Kamenný vrch (Steinberg; 716 m n.m.), die Kameniště (Wolfsstein; 698 m n.m.) und der Pekelný vrch (Höllenkoppe; 691 m n.m.), im Südosten die Heidleiten (626 m n.m.) und der Špičák (Spitzberg; 628 m n.m.), südlich der Na Hřebenu (602 m n.m.), im Südwesten der Uhlířský vrch (Kohlleitenberg; 532 m n.m.) sowie nordwestlich der Na Pastvinách (Auf der Haidt; 523 m n.m.)
Nachbarorte waren Jakubov (Jokes) im Norden, Petrov (Petersdorf) im Nordosten, Heřmanov (Hermersdorf) im Osten, Víska (Dörfles) und Pastviny (Ranzengrün) im Südosten, Mühlschuster und Horní Lomnice (Ober Lomitz) im Süden, Dolní Lomnice (Unter Lomitz) und Kyselka (Gießhübl-Sauerbrunn) im Südwesten, Radošov (Rodisfort) und Velichov (Welchau) im Westen sowie Hradiště (Burgstadtl), Jakšovy Domky (Gakschhäuseln) und Vojkovice (Wickwitz) im Nordwesten.

## Geschichte
Das Dorf wurde wahrscheinlich vor 1260 durch das Kloster Doksany in dessen Welchauer Kolonisationsgebiet angelegt. Die erste schriftliche Erwähnung von Lupoldesdorph erfolgte am 15. Mai 1273 in einer Besitzbestätigungsurkunde des Papstes Gregor X. als eines der acht Dörfer des Klostergutes Welchau. Nach den Hussitenkriegen wurde das Dorf im 15. Jahrhundert der Herrschaft Elbogen zugeschlagen, ab 1525 gehörte Leupolsdorf zur Herrschaft Engelsburg und unterstand der Schlackenwerther Halsgerichtsbarkeit. 1598 wurde das Dorf mit Leybersdorf bezeichnet. Im Jahre 1570 erwarben die Herren Colonna von Fels die Herrschaft Engelsburg, nach der Schlacht am Weißen Berg wurde sie 1622 als konfiszierter Besitz des Leonhard Colonna von Fels an Hermann Czernin von Chudenitz verkauft. 1623 wurde die Herrschaft Engelsburg der Herrschaft Gießhübel zugeschlagen. In der berní rula von 1654 sind für Lapersdorf neun Bauern, drei Chalupner - von denen einer als Schuster arbeitete, und elf Häusler, von denen einer ein Wirtshaus betrieb, aufgeführt. Zwei der Bauern arbeiteten als Fuhrleute, ein weiterer handelte mit Getreide. Haupterwerbsquelle war die Viehzucht, auf den Feldern wurde vor allem Roggen angebaut. 1785 wurde das Dorf Lapersdorf  genannt. 1829 trat Johann Anton Hladik die Herrschaft Gießhübel gemeinschaftlich seiner Tochter Antonia und dem Schwiegersohn Wilhelm von Neuberg ab.
Im Jahre 1845 bestand das im Elbogener Kreis gelegene Dorf Lappersdorf aus 37 Häusern mit 253 deutschsprachigen Einwohnern. Im Ort gab es eine Mühle. Abseits des Dorfes an der Schlackenwerther Straße lag das einschichtige Lappersdorfer Wirtshaus. Pfarrort war Welchau. Bis zur Mitte des 19. Jahrhunderts blieb Lappersdorf der Herrschaft Gießhübel untertänig.
Nach der Aufhebung der Patrimonialherrschaften bildete Lappersdorf ab 1849 eine Gemeinde im Gerichtsbezirk Karlsbad. Ab 1868 gehörte Lappersdorf zum Bezirk Karlsbad. Im Jahre 1869 bestand das Dorf aus 37 Häusern und hatte 229 Einwohner. Ab 1869 gehörte Lappersdorf kurzzeitig als Ortsteil zur Gemeinde Welchau. Bereits in den 1870er Jahren löste sich Lappersdorf los und bildete inklusive der Einschichten Brandnermühle, Kohlhäuser und Petersdörfer Häuseln wieder eine eigene Gemeinde. Der Schulunterricht erfolgte in einer einklassigen Dorfschule. Zwischen 1888 und 1892 wurde die Kapelle errichtet. Der tschechische Ortsname Lipoltov entstand zum Ende des 19. Jahrhunderts. Im Jahre 1900 hatte Lappersdorf 235 Einwohner, 1910 waren es 249. Das Reihendorf zog sich beiderseits der durch das Tal führenden Straße hinauf bis auf den Sattel unterhalb der Höllenkoppe. Die zumeist aus Fachwerk oder Holz errichteten Häuser und Gehöfte standen auf in den Hang gegrabenen Terrassen, wegen der Enge im Tal hatten die meisten Häuser und Scheunen ein Obergeschoss.
Nach dem Ersten Weltkrieg zerfiel der Vielvölkerstaat Österreich-Ungarn, die Gemeinde wurde 1918 Teil der neu gebildeten Tschechoslowakischen Republik. Beim Zensus von 1921 lebten in den 42 Häusern von Lappersdorf 221 Deutsche. 1930 lebten in den 42 Häusern der Gemeinde 227 Personen. Nach dem Münchner Abkommen wurde Lappersdorf 1938 dem Deutschen Reich zugeschlagen und gehörte bis 1945 zum Landkreis Karlsbad. Im Jahre 1939 hatte die Gemeinde 205 Einwohner. Nach dem Ende des Zweiten Weltkrieges kam Lipoltov zur wiedererrichteten Tschechoslowakei zurück. 
Nach der Aussiedlung der deutschen Bewohner wurde Lipoltov nur schwach wiederbesiedelt. 1945 wurde in Horní Lomnice eine örtliche Verwaltungskommission in Leben gerufen, die auch für die Gemeinden Lipoltov, Mühldorf, Ranzengrün, Stará Ves und Svatobor zuständig war. Ab 1946 gehörte Lipoltov zum Okres Karlovy Vary-okolí. 1949 wurde eine gemeinschaftliche Feuerwehr für Horní Lomnice, Lipoltov, Mlýnská, Pastviny, Stará Ves und Svatobor gebildet. Am 22. November 1949 wurde im Amtsblatt der Tschechoslowakei die Eingemeindung nach Velichov bekanntgegeben. Im Jahre 1950 leben in den 31 Häusern von Lipoltov nur noch 62 Personen.
In der zweiten Phase der Errichtung des Truppenübungsplatzes Hradiště wurde Lipoltov 1955 abgesiedelt und in das Militärgebiet eingegliedert. In den Folgejahren wurden die Häuser des Dorfes dem Verfall überlassen. Heute ist die Dorfstelle von Lipoltov mit Buschwerk überwachsen. Erhalten sind einige Ruinen, der Dorfteich, alte Obstbäume und Fliederbüsche sowie das Denkmal für die Gefallenen des Ersten Weltkrieges, um das 2004 der Bewuchs entfernt wurde.

## Ortsgliederung
Die Wüstung Lipoltov ist Teil des Katastralbezirkes Doupov u Hradiště.

## Ehemalige Bauwerke
- Kapelle Maria Rosenkranz, pseudogotischer Bau aus den Jahren 1888–1892